# Gerry Taggart
 (mai 2024).
Gerry Taggart est un footballeur nord-irlandais né le 18 octobre 1970 à Belfast (Irlande du Nord). Il est défenseur.